# Huťský potok (přítok Hamerského potoka, Český les)
Huťský potok je menší vodní tok v Českém lese, v okrese Cheb v Karlovarském kraji a v okrese Tachov v Plzeňském kraji, levostranný přítok Hamerského potoka. Délka toku měří 9 km, plocha povodí činí 12,89 km².

## Průběh toku
Potok pramení v nadmořské výšce 663 m v Českém lese asi 1 km severozápadně od Tří Seker v okrese Cheb v Karlovarském kraji. Teče v chráněné krajinné oblasti Český les jižním směrem, protéká rybníkem Sekera a u východního okraje Chodovské Huti podtéká silnici z Tří Seker do Broumova. Asi 1,2 km jižně od Chodovské Huti přitéká k hranici přírodního parku Český les. Po okraji parku teče asi 2 km, opouští okres Cheb a poslední 2 kilometry svého toku teče již v okrese Tachov. Podtéká silnici II/201 v úseku ze Zadního Chodova do Broumova a u Trnového mlýna se zleva vlévá do Hamerského potoka.